# Carlos Terán
Carlos Terán Díaz (Turbo, Antioquia, 24 de septiembre del 2000) es un futbolista colombiano. Juega como defensa central. encontrándose actualmente en el Chicago Fire de la Major League Soccer de Estados Unidos.

## Trayectoria

### Envigado F.C
Formado en las inferiores del Envigado F.C., hizo su debut en el primer equipo el 30 de enero de 2019, a la edad de 18 años, juego válido por la Liga Águila que terminó con un empate 1-1 contra el Deportivo Pasto. Hace su primera asistencia el 17 de abril de 2019, el partido terminó con un empate 2-2 contra Jaguares de Córdoba.

## Selección nacional
Terán fue seleccionado para jugar por la selección de Colombia sub-20 que jugó el Mundial sub-20 de la FIFA en Polonia.

### Participaciones en juveniles
| Competición                                    | Sede     | Resultado    | Partidos | Goles |
| ---------------------------------------------- | -------- | ------------ | -------- | ----- |
| Torneo Preolímpico Sudamericano Sub-23 de 2020 | Colombia | Cuarto lugar | 2        | 0     |

### Participaciones en Copas del Mundo
| Mundial                     | Sede    | Resultado        | Partidos | Goles |
| --------------------------- | ------- | ---------------- | -------- | ----- |
| Copa Mundial Sub-20 de 2019 | Polonia | Cuartos de final | 1        | 0     |

## Clubes
| Club          | País           | Temporadas    |
| ------------- | -------------- | ------------- |
| Envigado F.C. | Colombia       | 2019-2020     |
| Chicago Fire  | Estados Unidos | 2020-presente |

## Estadísticas
| Club                        | Div                 | Temporada           | Liga  | Liga  | Copa Nacional | Copa Nacional | Copa Internacional | Copa Internacional | Total | Total |
| Club                        | Div                 | Temporada           | Part. | Goles | Part.         | Goles         | Part.              | Goles              | Part. | Goles |
| --------------------------- | ------------------- | ------------------- | ----- | ----- | ------------- | ------------- | ------------------ | ------------------ | ----- | ----- |
| Envigado F.C. · Colombia    | 1.ª                 | 2019                | 13    | 0     | 3             | 0             | -                  | -                  | 16    | 0     |
| Envigado F.C. · Colombia    | 1.ª                 | 2020                | 4     | 0     | 0             | 0             | -                  | -                  | 4     | 0     |
| Envigado F.C. · Colombia    | Total               | Total               | 17    | 0     | 3             | 0             | 0                  | 0                  | 20    | 0     |
| Chicago Fire Estados Unidos | 1.ª                 | 2020                | 2     | 0     | 0             | 0             | 0                  | 0                  | 2     | 0     |
| Chicago Fire Estados Unidos | 1.ª                 | 2021                | 13    | 1     | 0             | 0             | 0                  | 0                  | 13    | 1     |
| Chicago Fire Estados Unidos | 1.ª                 | 2022                | 22    | 1     | 0             | 0             | 0                  | 0                  | 22    | 1     |
| Chicago Fire Estados Unidos | 1.ª                 | 2023                | 24    | 1     | 0             | 0             | 3                  | 0                  | 27    | 1     |
| Chicago Fire Estados Unidos | Total               | Total               | 61    | 3     | 0             | 0             | 3                  | 0                  | 64    | 3     |
| Total en su carrera         | Total en su carrera | Total en su carrera | 78    | 3     | 3             | 0             | 3                  | 0                  | 84    | 3     |